# Petyllis
Petyllis is een geslacht van halfvleugeligen uit de familie schuimcicaden (Cercopidae). De wetenschappelijke naam van dit geslacht is voor het eerst geldig gepubliceerd in 1906 door Kirkaldy.

## Soorten
Het geslacht Petyllis  is monotypisch en omvat slechts de volgende soort:
- Petyllis deprivata (Walker, 1858)